# Вилијам Лавет
Вилијам Лавет (енгл. William Lovett) (Корнвол, 8. мај 1800  — Лондон, 8. август 1877) је био истакнути чартистички лидер, познат као аутор петиције Народна повеља (енгл. People’s Charter) из 1838. године којом је захтевана парламентарна реформа у Великој Британији.

## Биографија
Вилијам Лавет је од 1821. године радио као владин чиновник у Лондону, као симпатизер идеја социјалиста-утописта Роберта Оњена, самостално се образовао у економији и политици. Лавет је 1829. године постао секретар Британског савеза за промоцију задругарства, организације која се показала изузетно важном у развоју борбене радничке класе. Ловет је заједно са левим радикалима 1836. године у Лондону основао радничко удружење, које је две године касније издало петицију Народна повеља.
Његова умереност отежавала му је сурадњу са борбенијим Чартистима, нарочито са Фергсом О'конором. Због тога је његова улога у  чартистичком покрету била ограничена, иако је 1839. изабран за секретара Прве националне скупштине Чартиста. Ухапшен је након демонстрација у Бирмингему, у време док се тамо одржавала чартистичка скупштина  и осуђен је на годину дана затвора.
У затвору је заједно са саборцен Џоном Колинсом, написао Чартизам: Нова организација народа (енгл. Chartism: A New Organization of the People)
Лавет је 1841. године основао Национално удружење за промоцију политичког и друштвеног пложаја народа, ком је посветио већину своје енергије. Након 1857. написао је читав низ уџбеника за раднике. Аутобиографија му је објављена 1876. годину дана пре смрти.